# Bungo-ōno, Ōita
Bungo-ōno (豊後大野市 Bungo-ōno-shi) là một thành phố thuộc tỉnh Ōita, Nhật Bản. Thành phố được thành lập ngày 31 tháng 3 năm 2005 sau khi sáp nhập các đơn vị hành chính Asaji, Chitose, Inukai, Kiyokawa, Mie, Ogata và Ōno.

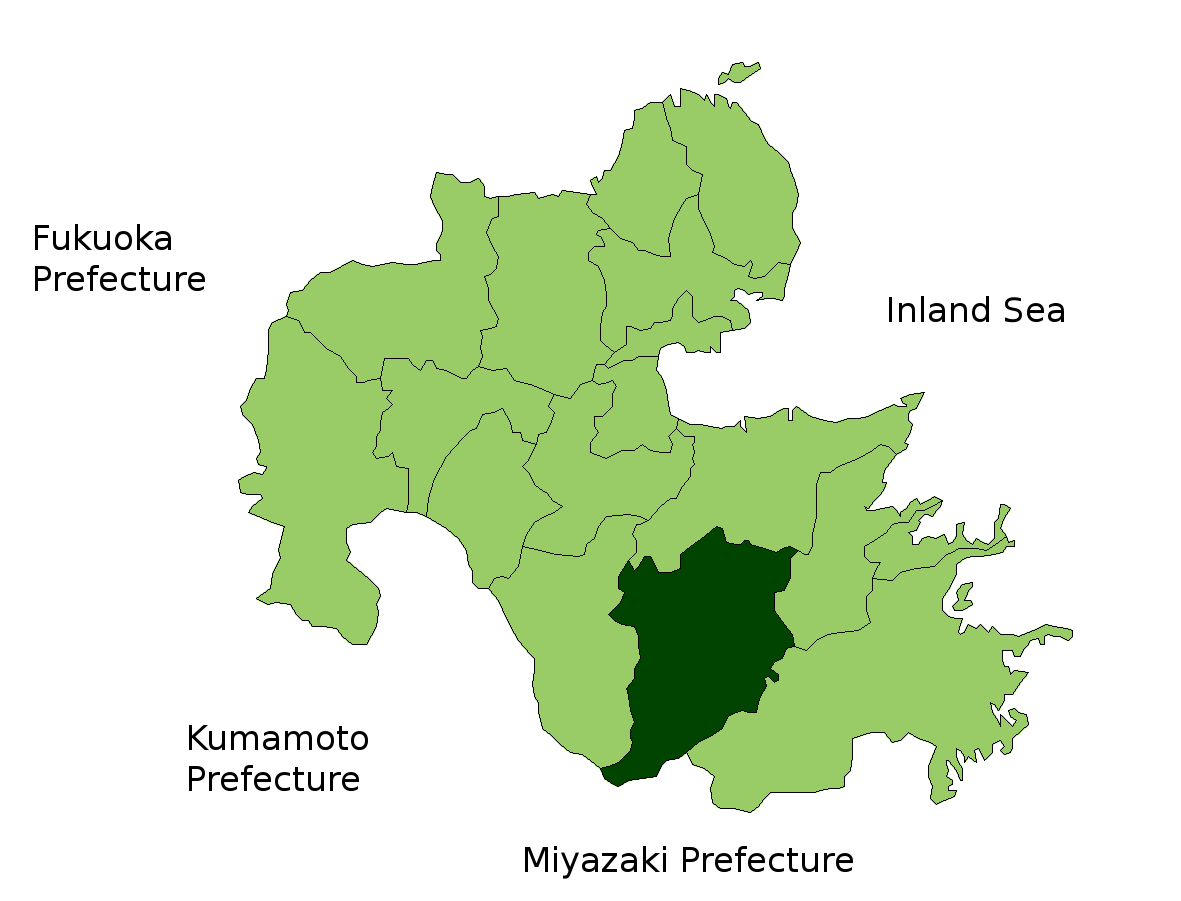
Map showing vị trí của Bungo-ōno in Ōita Prefecture (as of 2006).

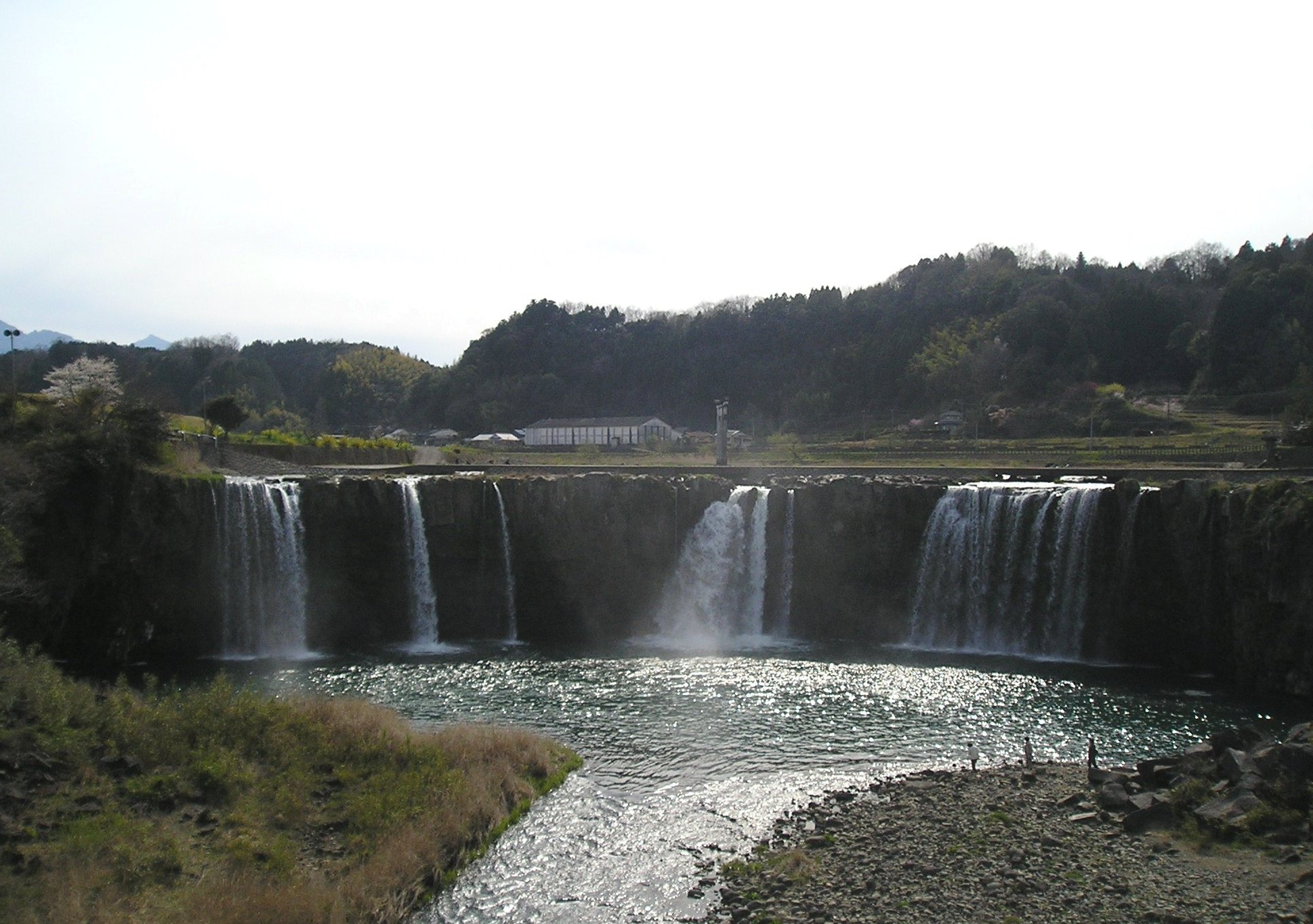
Harajiri Waterfall

Đến 01 tháng 11 năm 2005, dân số thành phố là 43.157 người trên diện tích 603,36 km², mật độ 72 người/ km².